# Port lotniczy Yasawa
Port lotniczy Yasawa (IATA: YAS, ICAO: NFSW) – port lotniczy położony na wyspie Yasawa, należącej do Fidżi.